# Moncheux
Moncheux är en kommun i departementet Moselle i regionen Grand Est (tidigare regionen Lorraine) i nordöstra Frankrike. Kommunen ligger i kantonen Verny som tillhör arrondissementet Metz-Campagne. År 2022 hade Moncheux 146 invånare.

## Befolkningsutveckling
Antalet invånare i kommunen Moncheux
| Referens: INSEE |